# Fabian Törner
Fabian Laurentii Törner, né le 21 septembre 1666 à Skänninge et mort le 31 août 1731 à Uppsala, est un philosophe suédois, professeur à l'université d'Uppsala.

## Biographie
Fabian Törner est le fils de l'échevin Lars Törner de Skänninge et d'Elin Bothelia, fille de Tore Andersson, député de la même ville. C'est son père Lars qui a adopté le nom de famille Törner.
Törner devient étudiant à l'université d'Uppsala en 1684, obtient sa maîtrise en philosophie en 1694, devient professeur adjoint à la faculté de philosophie de l'université et occupe trois postes de professeur successifs à partir de 1704, le dernier en philosophie théorique à partir de 1717.
Törner était connu pour ses talents d'orateur en latin et a publié des conférences sur Carl Lundius (1638-1715), Petrus Christierni Christiernin (1641-1717), Carl Piper (1647-1716) et Petrus Elvius (1660-1718), ainsi que pas moins de 213 traités académiques sur divers sujets. Il a notamment défendu l'idée que l'ancienne ville d'Uppsala se trouvait sur le site de l'actuelle Uppsala.